# Woyaya
Woyaya è il secondo album del gruppo musicale britannico Osibisa, pubblicato dall'etichetta discografica MCA nel 1971.
L'album è prodotto da Tony Visconti.

## Tracce

### Lato A
1. Beautiful Seven
2. Y Sharp
3. Spirits Up Above

### Lato B
1. Survival
2. Move On
3. Rabiatu
4. Woyaya